# 雅各布·拉比
雅各布·M·拉比（荷蘭語：Jacob Max Rabbie，1927年10月4日—2013年6月29日）是一位荷兰社会心理学家，乌特勒支大学教授。